# Catedral de Malolos
La Basílica Menor de Nuestra Señora de la Inmaculada Concepción o la Catedral de Malolos Es la sede eclesiástica de la diócesis de Malolos en Filipinas, también es la sede del arzobispo de Manila.
Los misioneros agustinos, encabezados por el padre Diego Ordóñez de Vivar, llegaron al barrio de Canalate en junio de 1580. A partir de una pequeña capilla cerca del río Canalate, una iglesia más grande fue construida y se le incluyó en los registros del capítulo agustino de 1580. Debido a las frecuentes inundaciones, se trasladó la iglesia a otra ubicación frente al río Malolos y se les estableció como el centro del pueblo en 1591 (en el actual emplazamiento de la iglesia).
La catedral de Malolos sirvió como el Palacio Presidencial de Emilio Aguinaldo durante la Primera República Filipina desde el 15 de septiembre de 1898 hasta el 31 de marzo de 1899. Aguinaldo utilizó el convento de la iglesia como su Oficina.